# Pristiphora leucopus

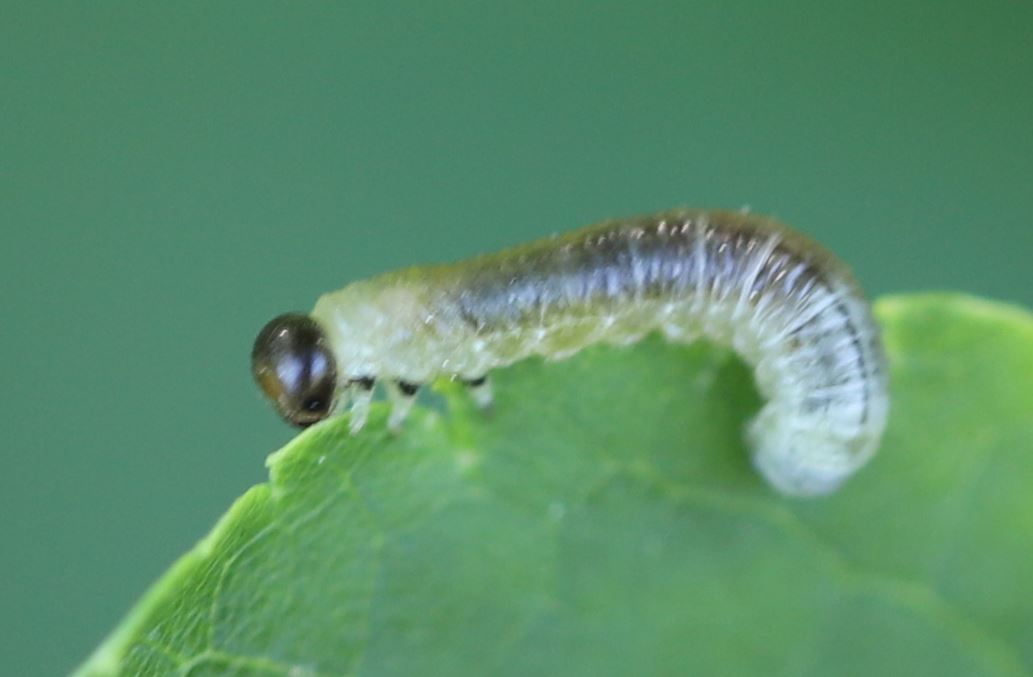
Junglarve

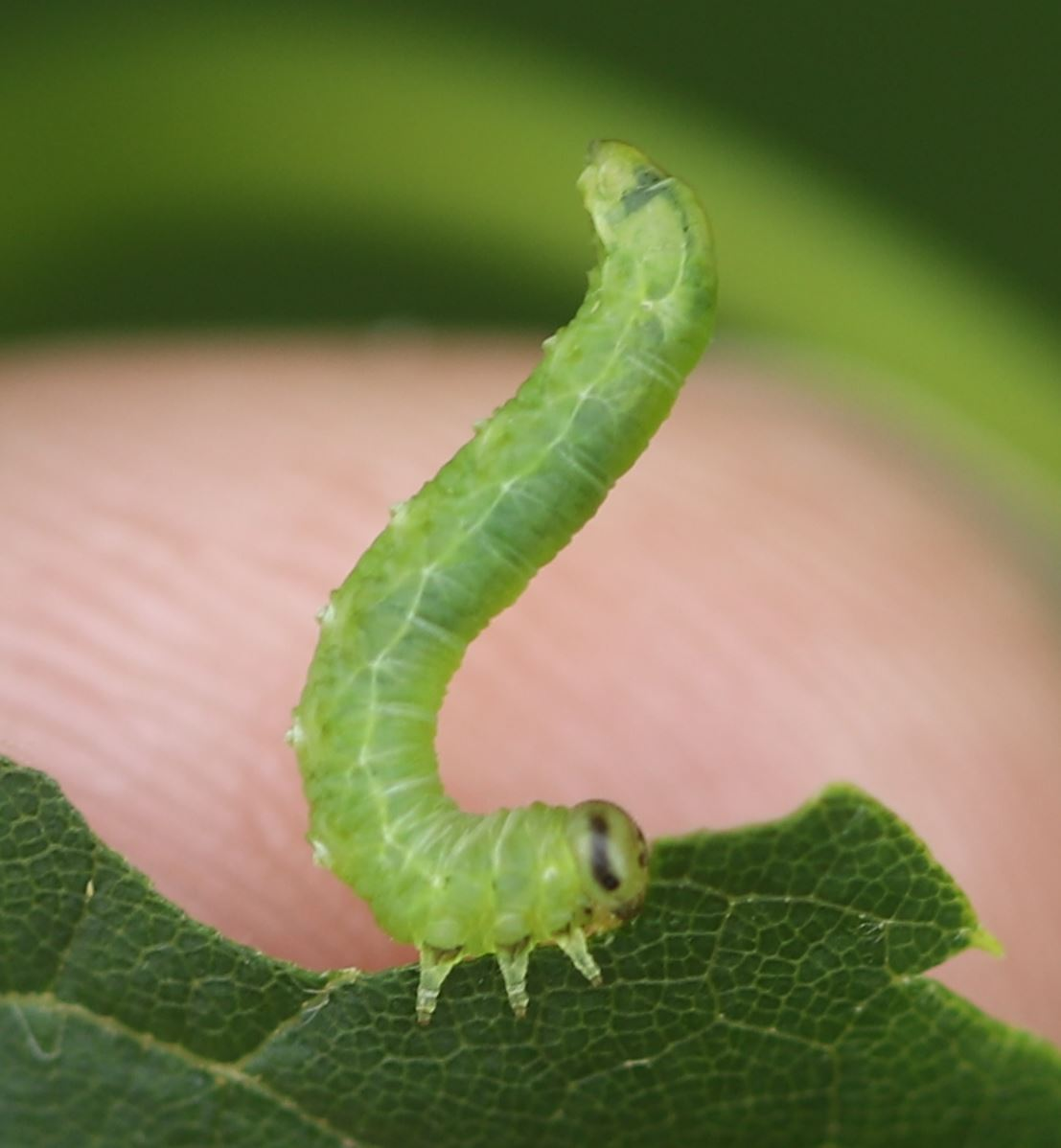
Mittleres Larvenstadium

Pristiphora leucopus ist eine Pflanzenwespe aus der Familie der Echten Blattwespen (Tenthredinidae). Die Art wurde von dem finnischen Entomologen Wolter Edward Hellén im Jahr 1948 erstbeschrieben. Das aus dem Altgriechischen stammende Art-Epitheton leucopus bedeutet „weißfüßig“.

## Merkmale
Die etwa 5 mm langen Pflanzenwespen besitzen einen überwiegend schwarzen Körper. Die Oberfläche von Kopf und Thorax ist glänzend. Labrum und Mandibeln sind braun gefärbt, die Maxillar- und Labialpalpen gelblich-weiß. Die beiden basalen Fühlerglieder sind schwarz mit einer braunen apikalen Umrandung. Die Geißelglieder 3–9 sind hellbraun mit jeweils einer schmalen dunklen Längslinie auf deren Oberseite, die nahe der apikalen Gliederenden endet. Die Beine sind blassgelb, die hinteren Femora weisen auf der Oberseite einen dunklen Fleck auf. Die Vorderflügel weisen ein großes braunes Pterostigma auf. Eine sehr ähnliche Pflanzenwespe ist Pristiphora armata.
Die Larven sind einfarbig blassgrün gefärbt. Sie weisen an den Seiten entlang den Tracheenöffnungen (Stigmata) eine dünne helle Linie auf. Die Kopfkapsel ist bei den Junglarven noch stark verdunkelt. Später wird diese olivgrün mit einem dunkelbraunen Strich entlang den Schläfen zu den Punktaugen sowie einer dunklen Zeichnung mittig auf dem Vorderkopf. Außerdem weisen die Brustbeine der Junglarven schwarze Hüftflecke auf. Die ausgewachsenen Larven erreichen eine Länge von 15 mm.

## Verbreitung
Die Art ist in Mittel- und in Nordeuropa verbreitet. Das Vorkommen reicht von Deutschland im Westen bis nach Russland und in die Ukraine im Osten. In Skandinavien (Dänemark, Finnland) ist die Art ebenfalls vertreten. In England wurde die Art im Jahr 2003 erstmals nachgewiesen. In Deutschland gilt die Art als ungefährdet. 

## Lebensweise
Die Blattwespen-Art lebt monophag von der Holländischen Linde (Tilia × europaea) und der Winterlinde (Tilia cordata). Sie ist die einzige Pristiphora-Art mit diesen Wirtspflanzen. Die Larven beobachtet man gewöhnlich von Mitte Mai bis Oktober, die Imagines von Mai bis August. Die Larven fressen am Blattrand ihrer Wirtspflanzen. Die Larven spinnen schließlich einen etwa 8 mm langen bräunlichen Kokon, in dem sie sich verpuppen. Unter Laborbedingungen dauerte die Zeit von Verpuppungsbeginn bis zum Schlüpfen der Imago wenige Tage bis eine Woche. Damit ergäbe sich ein Entwicklungszyklus von Eiablage bis zur Imago von ungefähr drei Wochen. Die Larven überwintern. Offenbar kommen überwiegend und stellenweise ausschließlich Weibchen vor.